# Yamato (thiết giáp hạm Nhật)
Yamato (tiếng Nhật: 大和; phiên âm Hán-Việt: Đại Hòa), tên được đặt theo vùng đất nay là tỉnh Nara của Nhật Bản, là một thiết giáp hạm của Hải quân Đế quốc Nhật Bản trong Thế Chiến II, và là soái hạm của Hạm đội Liên hợp Nhật Bản. Nó là chiếc dẫn đầu trong lớp thiết giáp hạm mang tên nó. Đây là thiết giáp hạm lớn nhất mà loài người từng chế tạo.
Yamato, cùng với chiếc tàu chị em với nó là Musashi, là những chiếc thiết giáp hạm lớn nhất và nặng nhất từng được chế tạo, với lượng rẽ nước lên đến 73.100 tấn khi đầy tải, và được trang bị dàn pháo chính gồm chín khẩu đại pháo với cỡ nòng lên đến 460 mm (18,1 inch). Với những thông số này, Yamato có thể đánh bại mọi chiếc thiết giáp hạm khác trong các trận đấu một chọi một. Nhưng không may cho Yamato và các thiết giáp hạm nói chung, đó là chúng đã trở nên lỗi thời trước một loại tàu chiến mới là tàu sân bay. Máy bay ném bom từ tàu sân bay có thể tấn công một tàu chiến trong phạm vi vài trăm km, vượt xa tầm bắn của đại bác trên thiết giáp hạm (chỉ khoảng 40 km). Với chi phí đắt gấp 2,5 lần so với một tàu sân bay, Yamato đã khiến nền công nghiệp quốc phòng Nhật Bản hao tổn rất nhiều nguồn lực, nhưng hiệu quả tác chiến của nó lại rất thấp so với tàu sân bay.
Được chế tạo từ năm 1937 đến năm 1940 và được chính thức đưa vào hoạt động vào cuối năm 1941, Yamato đã phục vụ như là soái hạm của Đô đốc Isoroku Yamamoto trong suốt năm 1942, lần đầu tiên hoạt động như một thành phần của Hạm đội Liên hợp trong trận Midway vào tháng 6 năm 1942. Trong suốt năm 1943, Yamato liên tục di chuyển giữa các căn cứ Truk, Kure và Brunei để đối phó lại các cuộc không kích của Mỹ xuống các hòn đảo căn cứ Nhật Bản. Lần duy nhất mà Yamato nã các khẩu pháo chính của nó xuống tàu chiến đối phương là trong trận chiến ngoài khơi Samar vào tháng 10 năm 1944, nhưng nó được chỉ thị phải rút lui sau khi các đợt tấn công của các tàu khu trục và máy bay trên các tàu sân bay hộ tống gây hư hại cho ba tàu tuần dương hạng nặng. Yamato bị đánh chìm vào tháng 4 năm 1945 trong Cuộc hành quân Ten-Go. Cho tới nay, đây vẫn là con tàu chiến lớn nhất từng bị đánh chìm trong 1 cuộc chiến tranh.

## Thiết kế và chế tạo

### Thiết kế

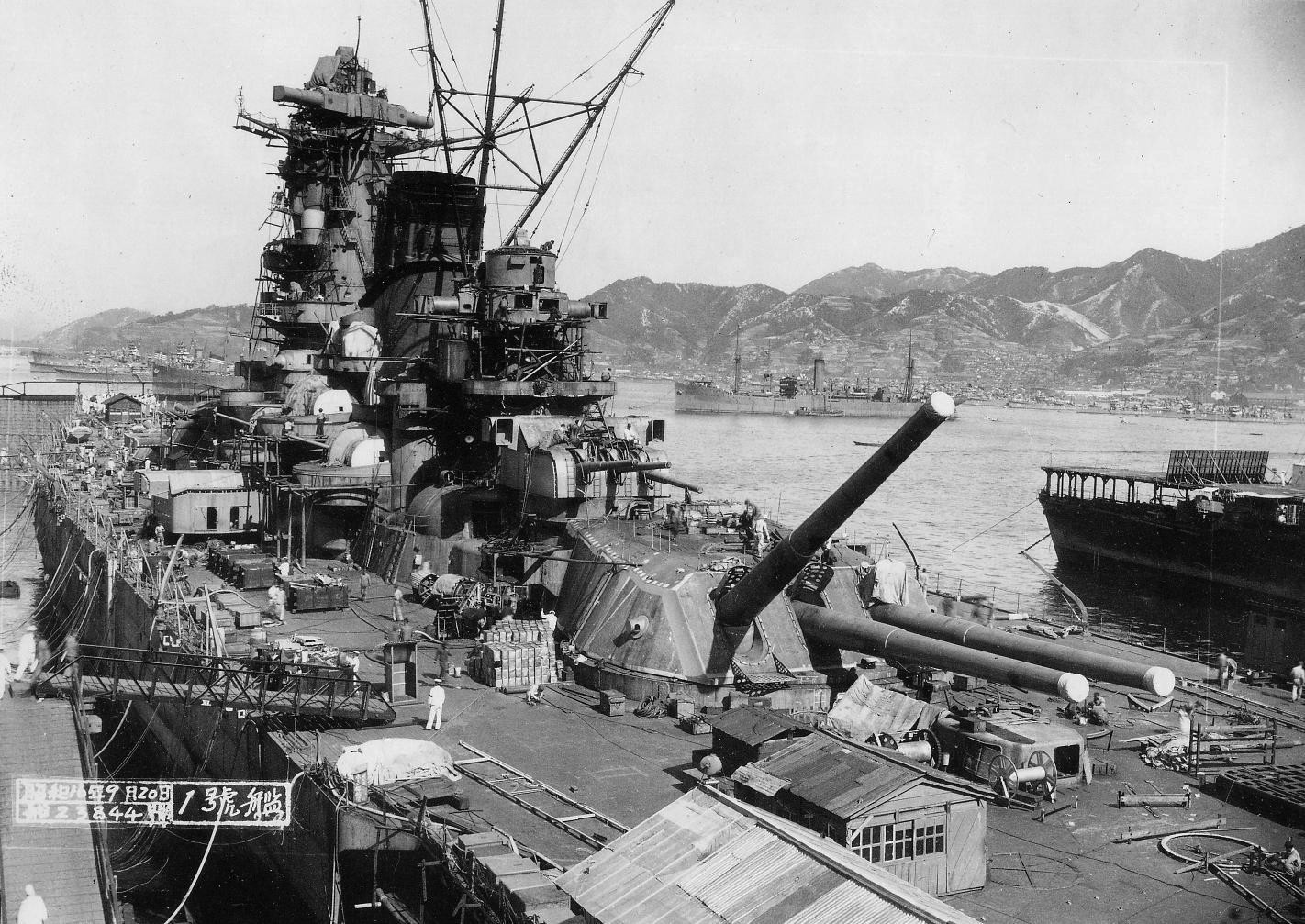
Yamato đang được chế tạo

Yamato là chiếc dẫn đầu trong lớp "thiết giáp hạm hạng nặng" của nó, được Hải quân Đế quốc Nhật Bản thiết kế vào năm 1937. Lớp thiết giáp hạm này được thiết kế để có thể giáp chiến với nhiều mục tiêu đối phương cùng một lúc, một giải pháp bù trừ cho tiềm năng công nghiệp yếu kém của Nhật Bản so với Hải quân Hoa Kỳ. Cùng với những tàu chiến lớp Yamato mỗi chiếc có lượng rẽ nước trên 70.000 tấn, họ hy vọng rằng hỏa lực mạnh mẽ của những thiết giáp hạm được chế tạo sẽ bù đắp cho sức mạnh công nghiệp Hoa Kỳ.

### Chế tạo
Lườn của chiếc Yamato được đặt tại xưởng hải quân Kure vào ngày 4 tháng 11 năm 1937 trong một ụ tàu được thiết riêng đặc biệt. Trong suốt quá trình chế tạo, những tấm bạt lớn được căng ra ngăn cản sự quan sát việc chế tạo tại Kure từ mọi phía. Do kích cỡ khổng lồ của con tàu, đã phải thiết kế riêng những cần cẩu có khả năng nâng được 150 và 350 tấn, được chế tạo để sử dụng trong việc đóng tàu. Yamato được hạ thủy vào ngày 8 tháng 8 năm 1940, và Đại tá Hải quân (sau này là Phó Đô đốc) Miyazato Shutoku là vị chỉ huy đầu tiên của con tàu.

### Vũ khí trang bị
Dàn pháo chính của Yamato bao gồm chín khẩu hải pháo 460 mm (18,1 inch), là loại hải pháo có cỡ nòng lớn nhất từng được trang bị cho tàu chiến. Mỗi khẩu pháo dài 21,13 m (69 ft 4 in), nặng 147,3 tấn, có khả năng bắn đầu đạn miểng hay đạn xuyên giáp đi một khoảng cách 42 km (22,6 hải lý). Dàn pháo hạng hai bao gồm 12 khẩu 155 mm (6,1 inch) bố trí thành bốn tháp súng ba nòng (một phía trước, một giữa, hai phía sau tàu), và 12 khẩu 127 mm (5 inch) bố trí thành sáu tháp súng nòng đôi (ba chiếc mỗi bên hông giữa tàu). Thêm vào đó, Yamato còn trang bị 24 pháo phòng không 25 mm (1 inch), chủ yếu được bố trí ở giữa tàu. Khi được tái trang bị vào năm 1944, cấu hình pháo hạng hai của nó được thay đổi thành 6 khẩu pháo 155 mm (6,1 inch), 24 khẩu 127 mm (5 inch), và 162 pháo phòng không 25 mm (1 inch), nhằm chuẩn bị cho những cuộc hải chiến tại khu vực Nam Thái Bình Dương.

## Lịch sử hoạt động

### 1942: Chạy thử máy và các hoạt động ban đầu
Ngày 16 tháng 12 năm 1941, Yamato được chính thức đưa vào hoạt động tại Kure, Đại tá Hải quân (sau này là Phó Đô đốc) Gihachi Takayanagi nhận chức chỉ huy con tàu; nó gia nhập cùng các thiết giáp hạm đàn em Nagato và Mutsu trong thành phần Thiết giáp chiến đội 1 cùng ngày hôm đó. Vào ngày 12 tháng 2 năm 1942, Yamato trở thành soái hạm của Hạm đội Liên hợp Nhật Bản dưới quyền chỉ huy của Đô đốc Isoroku Yamamoto. sau các chuyến đi chạy thử máy và tập trận, Yamato được đánh giá có khả năng hoạt động và hoạt động toàn phần vào ngày 27 tháng 5 năm 1942, và được bố trí đến lực lượng thiết giáp hạm của Yamamoto tham gia trận Midway. Trong trận chiến then chốt này, Yamamoto nắm quyền chỉ huy chung lực lượng tấn công từ cầu tàu chiếc Yamato. Tiếp theo sau thất bại của lực lượng đặc nhiệm tàu sân bay Nhật với bốn tàu sân bay hạm đội và 332 máy bay bị mất, Yamato và lực lượng tàu chiến chủ yếu buộc phải rút lui về Hashirajima.
Vào ngày 17 tháng 8 năm 1942, Yamato rời Kure di chuyển đến Truk. Mười một ngày sau, tàu ngầm Mỹ USS Flying Fish nhìn thấy chiếc Yamato và đã bắn bốn quả ngư lôi nhắm vào chiếc thiết giáp hạm, nhưng không có quả nào trúng đích, và Yamato về đến Truk an toàn cuối ngày hôm đó. Trong suốt giai đoạn diễn ra Chiến dịch Guadalcanal, Yamato ở lại Truk vì việc tiêu hao nhiều nhiên liệu của nó làm cho việc sử dụng nó trong Chiến dịch quần đảo Solomon kém hiệu quả. Đến tháng 12 năm 1942, Đại tá Hải quân (sau này là Chuẩn Đô đốc) Chiaki Matsuda tiếp nhận quyền chỉ huy chiếc Yamato.

### 1943: Di chuyển giữa các căn cứ
Vào ngày 11 tháng 2 năm 1943, Musashi thay thế cho Yamato làm soái hạm cho Hạm đội Liên hợp. Yamato, lúc đó bị thủy thủ đoàn trên các tàu tuần dương và tàu khu trục tại khu vực chiến sự Nam Thái Bình Dương dèm pha là "Khách sạn Yamato", ở lại Truk cho đến tháng 5 năm 1943, khi nó khởi hành đi Yokosuka rồi sau đó đến Kure. Trong chín ngày, Yamato vào ụ tàu để bảo trì và sửa chữa tổng quát. Nó lại vào ụ tàu trong tháng 7 để tái trang bị và nâng cấp dàn hỏa lực phòng không, giáp bảo vệ cho dàn pháo hạng hai và hệ thống điều khiển bánh lái. Đến tháng 8, Yamato quay trở lại Truk, tham gia một lực lượng đặc nhiệm Nhật Bản lớn đối phó các đợt không kích của Mỹ xuống các đảo san hô Tarawa và Makin. Đến tháng 11 năm 1943, Yamato lại tham gia một lực lượng lớn hơn đáng kể: sáu thiết giáp hạm, ba tàu sân bay và mười một tàu tuần dương, để đáp trả đợt không kích của Mỹ xuống đảo Wake. Trong cả hai dịp này, họ đã không tìm thấy lực lượng đối phương và sau đó rút lui về Truk.
Sang tháng 11 năm 1943, Hải quân Nhật quyết định sử dụng Yamato và Musashi như những tàu vận chuyển, do khả năng chở tải rộng rãi và vỏ giáp bảo vệ chắc chắn. Ngày 23 tháng 12, trong khi vận chuyển binh lính cùng tiếp liệu đến quần đảo Admiralty, Yamato cùng nhóm đặc nhiệm của nó bị tàu ngầm Mỹ USS Skate đánh chặn. Skate bắn một loạt bốn ngư lôi nhắm vào chiếc Yamato, trong đó hai quả đánh trúng mạn phải gần tháp súng số 3. Những hư hại nghiêm trọng cho đai giáp bảo vệ chống ngư lôi đã khiến ngập nước hầm đạn phía trên của tháp pháo chính sau đuôi, và Yamato bị buộc phải rút lui về Truk để được sửa chữa khẩn cấp.

### 1944: Chiến đấu

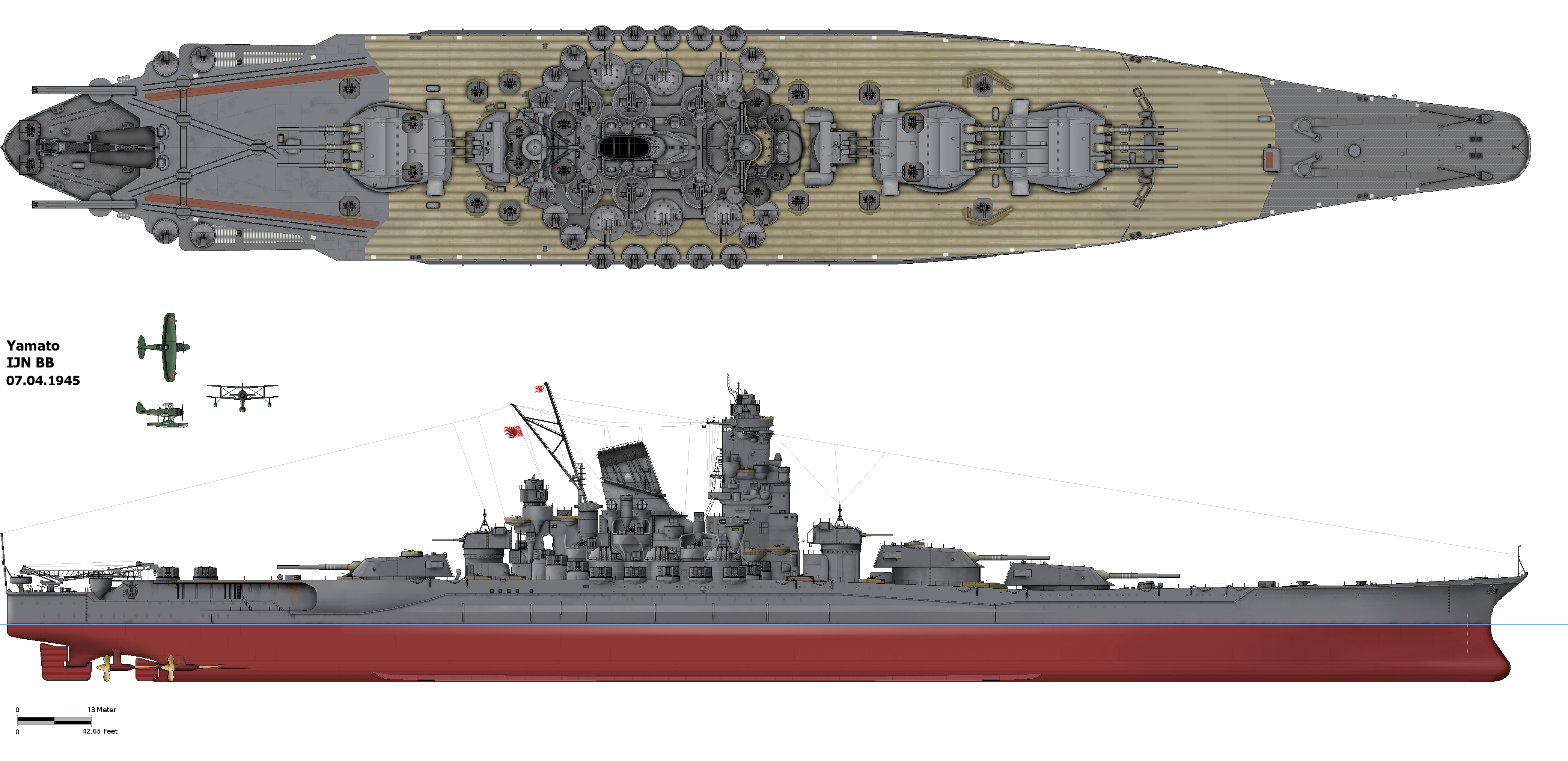
Sơ đồ chiếc Yamato như nó hiện hữu trong những năm 1944-1945.

Ngày 16 tháng 1 năm 1944, Yamato về đến Kure để được sửa chữa triệt để, và nó ở trong ụ tàu cho đến ngày 3 tháng 2 năm 1944. Trong thời gian nằm ụ, Đại tá Hải quân Nobuei Morishita, nguyên là Thuyền trưởng chiếc tàu chiến - tuần dương Haruna, tiếp nhận quyền chỉ huy chiếc Yamato. Ngày 25 tháng 2, cả hai chiếc Yamato và Musashi đều được tái bố trí từ Thiết giáp chiến đội 1 về Hạm đội 2. Yamato lại vào ụ tàu để được nâng cấp hệ thống radar và hỏa lực phòng không trong suốt tháng 3 năm 1944, để cuối cùng có một dàn phòng không bao gồm 162 khẩu phòng không 25 mm (1 inch) và 24 khẩu pháo phòng không hạng trung 127 mm (5 inch). Hệ thống radar cũng được nâng cấp bao gồm hệ thống nhận diện hồng ngoại, hệ thống phát hiện máy bay và hệ thống radar kiểm soát hỏa lực. Sau một chuyến đi vận chuyển ngắn đến khu vực Nam Thái Bình Dương trong tháng 4, Yamato khởi hành đi Lingga cùng với Hạm đội Liên hợp của Đô đốc Jisaburo Ozawa. Vào đầu tháng 6 năm 1944, Yamato và Musashi lên đường vận chuyển lực lượng đến Biak nhằm mục đích củng cố lực lượng phòng ngự trên đảo cũng như lực lượng hải quân bảo vệ hòn đảo. Khi những tin tức đến được Ozawa về một lực lượng tàu sân bay Mỹ dự định tấn công quần đảo Mariana, nhiệm vụ trên bị hủy bỏ.
Từ ngày 19 đến ngày 23 tháng 6 năm 1944, Yamato hộ tống lực lượng Hạm đội Lưu động của Đô đốc Ozawa trong trận chiến biển Philippine, còn được các phi công Mỹ gọi tên lóng là "Cuộc săn vịt trời Marianas vĩ đại" hay "Trận bắn gà Marianas". Hơn 400 máy bay Nhật Bản đã bị mất trong trận này, cùng với ba tàu sân bay bị đánh chìm bởi tàu ngầm và do không kích. Cơ hội nổ súng duy nhất của chiếc Yamato trong suốt trận đánh trớ trêu thay lại là bắn nhầm vào máy bay Nhật đang quay trở về. Sau trận đánh, Yamato cùng Hạm đội Lưu động rút lui về Brunei để tiếp nhiên liệu và đạn dược.

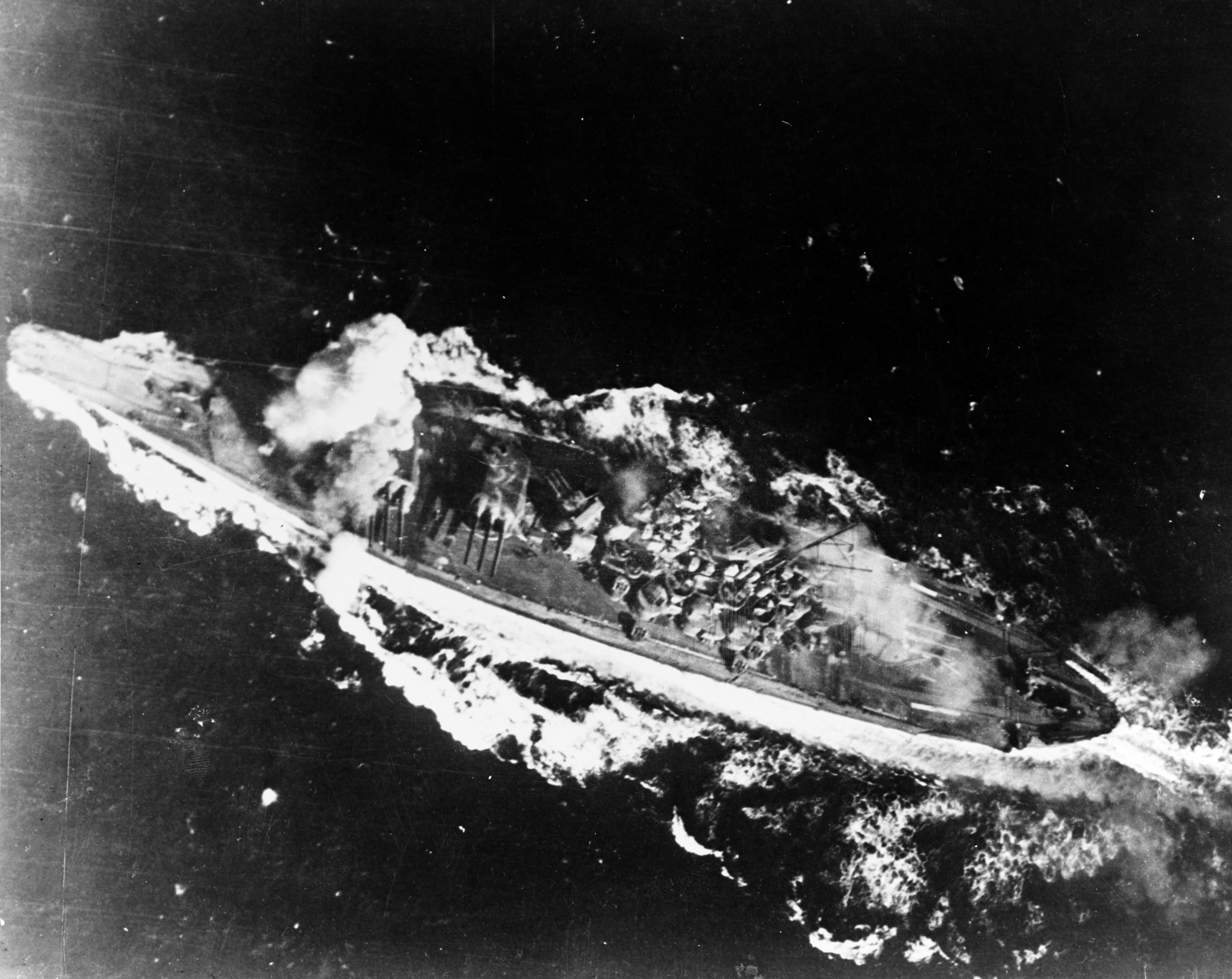
Yamato trúng một quả bom vào ngày 24 tháng 10 năm 1944 trong trận chiến biển Sibuyan, tuy nhiên chỉ gây thiệt hại nhẹ

Từ ngày 22 đến ngày 25 tháng 10 năm 1944, Yamato gia nhập lực lượng trung tâm của Đô đốc Takeo Kurita trong trận chiến vịnh Leyte, trận hải chiến lớn nhất trong lịch sử. Trên đường đi, lực lượng bị tấn công tại eo biển Palawan bởi các tàu ngầm Mỹ Darter và Dace. Chỉ với ngư lôi, chúng đã đánh chìm các tàu tuần dương Maya và Atago (soái hạm của Kurita), và gây hư hại cho chiếc Takao. Việc này đã buộc Kurita phải chuyển cờ hiệu của mình sang chiếc Yamato. Trong trận chiến biển Sibuyan, Yamato trúng phải ba quả bom xuyên thép từ máy bay của tàu sân bay Essex. Chiếc Musashi chị em với nó bị đánh chìm sau khi trúng mười bảy ngư lôi và chín quả bom. Chiều tối ngày 24 tháng 10, lực lượng trung tâm của Kurita băng qua eo biển San Bernardino, và đã tấn công lực lượng yểm hộ nhỏ bé gồm các tàu sân bay hộ tống và các khu trục hạm lúc trời vừa sáng. Lúc mở đầu trận chiến ngoài khơi Samar, Yamato giáp chiến cùng lực lượng tàu nổi đối phương lần đầu tiên và cũng là lần duy nhất trong quãng đời hoạt động của nó, bắn trúng đích một tàu sân bay hộ tống, một tàu khu trục và một tàu khu trục hộ tống. Sau khi pháo kích trúng đích chiếc tàu sân bay hộ tống Gambier Bay, Yamato phát hiện một loạt các ngư lôi Mỹ đang nhắm vào nó, và chiếc thiết giáp hạm buộc phải quay lui và không thể quay trở lại trận chiến. Sau đó, lực lượng đặc nhiệm ngưng chiến sau khi ba tàu tuần dương hạng nặng bị đánh chìm, trong khi cả lực lượng đặc nhiệm chỉ có thể đánh chìm một tàu sân bay hộ tống và ba tàu khu trục.
Sau trận giáp chiến ngoài khơi Samar, Yamato và phần còn lại của Lực lượng A quay trở về Brunei. Ngày 15 tháng 11 năm 1944, Thiết giáp chiến đội 1 bị giải tán, và Yamato trở thành soái hạm của Hạm đội 2. Vào ngày 21 tháng 11, trong khi đi qua biển Hoa Đông Trung Quốc trên đường rút lui về căn cứ hải quân Kure, nhóm chiến đấu của Yamato bị tàu ngầm Sealion tấn công, khiến thiết giáp hạm Kongo và nhiều tàu khu trục bị mất. Khi về đến Kure, Yamato được đưa vào ụ tàu để sửa chữa và nâng cấp hệ thống phòng không, khi nhiều súng phòng không kiểu cũ được thay thế. Vào ngày 25 tháng 11, Đại tá Hải quân Aruga Kosaku tiếp nhận quyền chỉ huy chiếc Yamato.

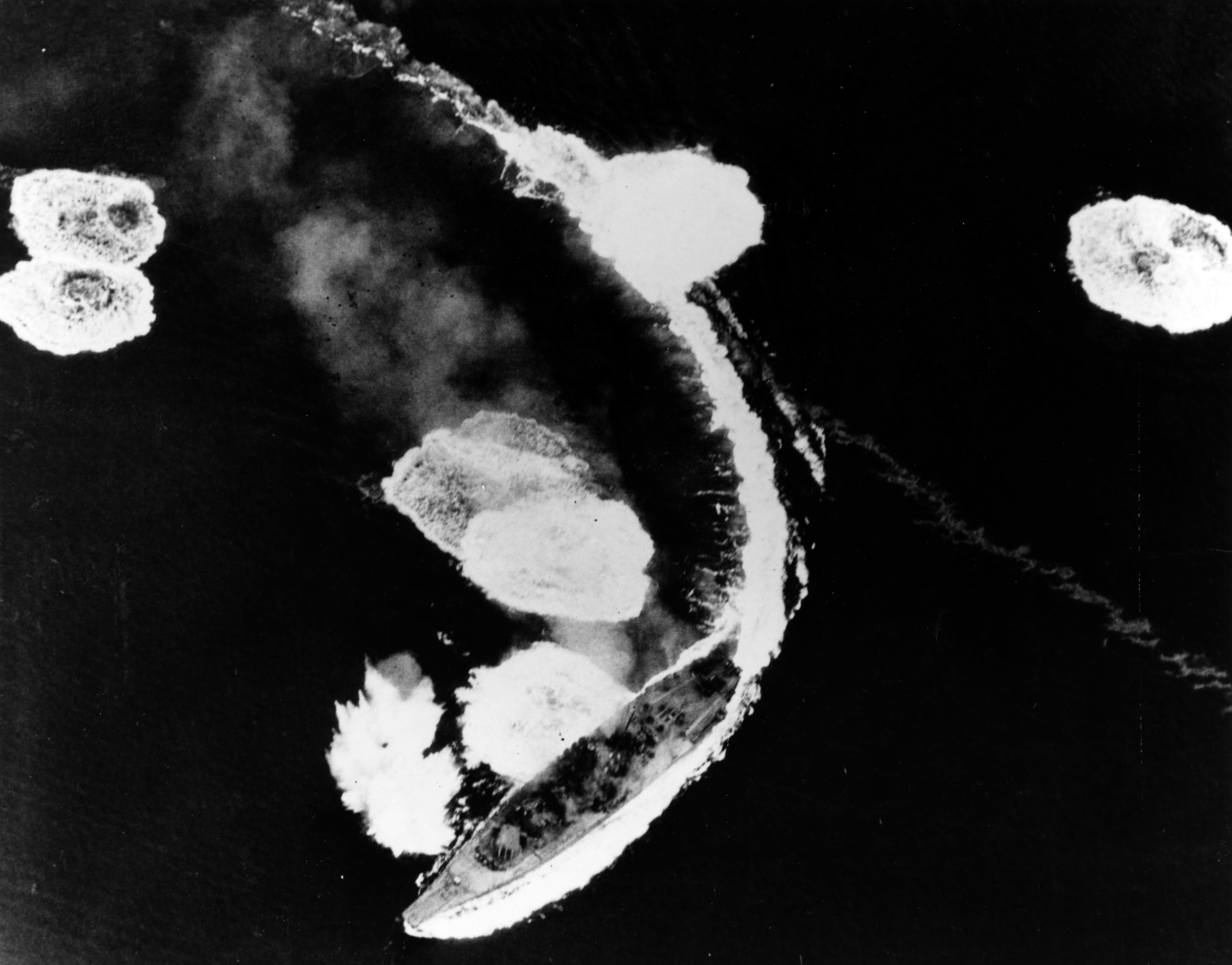
Yamato đang bị tấn công ngoài khơi Kure ngày 19 tháng 3 năm 1945.

### 1945: Các hoạt động cuối cùng và bị đánh chìm
Ngày 1 tháng 1 năm 1945, cả Yamato, Haruna và Nagato đều được chuyển sang Thiết giáp chiến đội 1 vừa được tái thành lập; và Yamato rời ụ tàu hai ngày sau đó. Khi Thiết giáp chiến đội 1 bị giải tán một lần nữa vào ngày 10 tháng 2, Yamato được chuyển sang Hàng không chiến đội 1. Vào ngày 19 tháng 3 năm 1945, Yamato chịu đựng một cuộc không kích nặng nề khi máy bay từ các tàu sân bay Mỹ Enterprise, Yorktown và Intrepid tấn công căn cứ hải quân Kure nơi nó đang neo đậu. Tuy nhiên, chiếc thiết giáp hạm chỉ bị thiệt hại nhẹ, một phần là nhờ căn cứ được phòng thủ bởi các phi công dày dạn kinh nghiệm đang làm nhiệm vụ huấn luyện phi công mới, lái những chiếc máy bay tiêm kích mới Kawanishi N1K "Shiden" hoặc "George". Dưới sự chỉ huy của Minoru Genda, người từng vạch kế hoạch tấn công Trân Châu Cảng, sự xuất hiện của những chiếc máy bay tiêm kích này, vốn có tính năng bay ngang bằng hoặc vượt trội hơn kiểu máy bay tiêm kích chủ lực F6F Hellcat của Hải quân Mỹ, đã gây bất ngờ cho những kẻ tấn công, và nhiều máy bay Mỹ đã bị bắn rơi. Hệ thống hỏa lực phòng không dày đặc và lớp vỏ giáp dày bảo vệ sàn tàu trên chiếc Yamato cũng giúp ngăn ngừa những thiệt hại đáng kể cho con tàu. Ngày 29 tháng 3, Yamato bắt đầu nhận đầy đủ đạn dược tiếp liệu nhằm chuẩn bị cho trận chiến ngoài khơi Okinawa mang tên Cuộc hành quân Ten-Go.

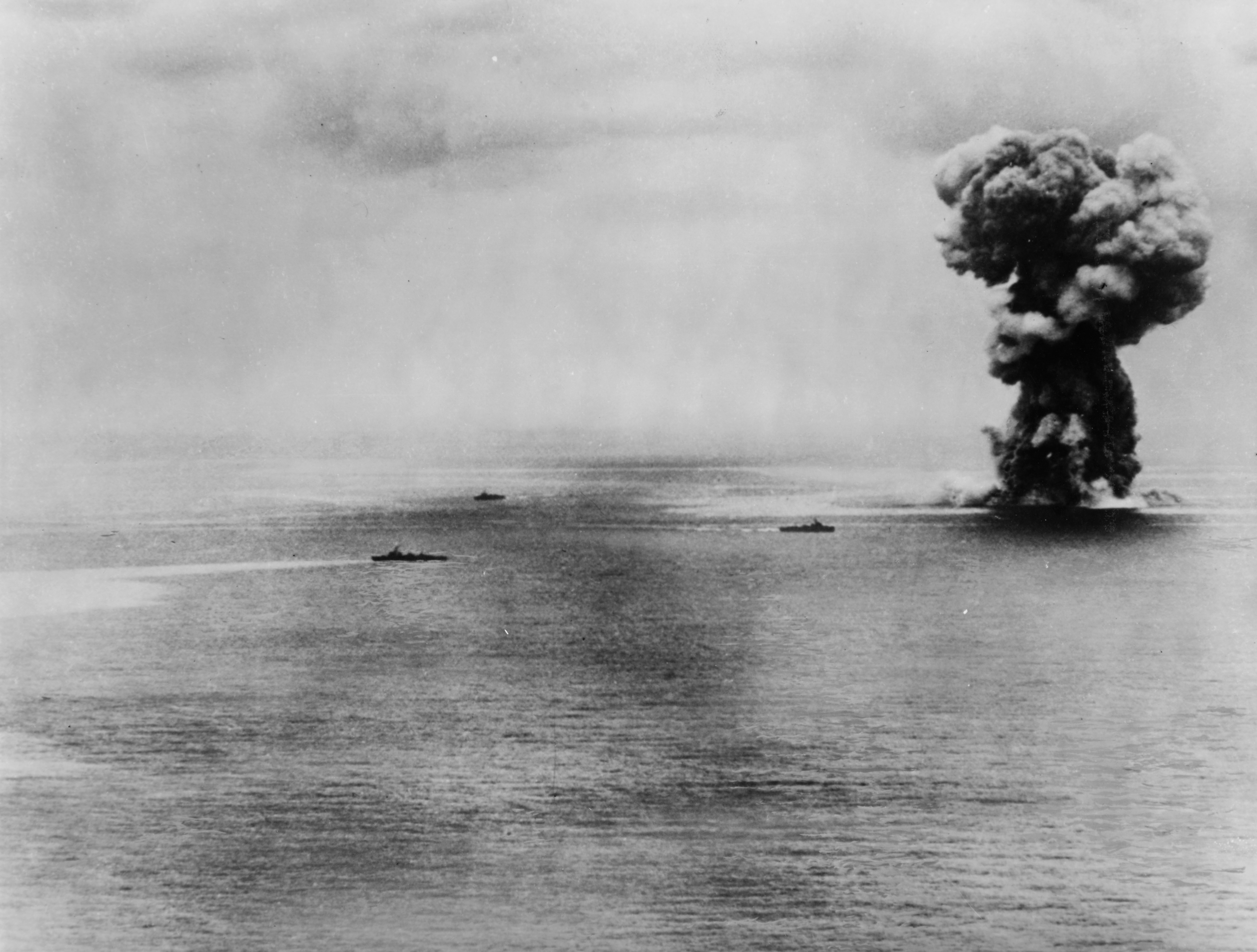
Hầm đạn của chiếc Yamato đang chìm phát nổ

Cuộc hành quân Ten-Go là một cuộc tấn công tự sát chống lại lực lượng Hoa Kỳ ngoài khơi Okinawa bởi Đệ nhị hạm đội bao gồm Yamato, một tuần dương hạm hạng nhẹ và tám tàu khu trục theo hộ tống, được bắt đầu vào ngày 6 tháng 4 năm 1945. Theo dự định của Hải quân Nhật, sau khi xuất phát từ Kure, Yamato sẽ phải tự mắc cạn tại bờ biển gần Okinawa và hoạt động như một pháo đài không thể chìm để dội pháo xuống lực lượng Mỹ trên đảo Okinawa bằng những khẩu pháo hạng nặng 460 mm (18,1 inch) của nó. Yamato chỉ mang theo nhiên liệu vừa đủ để nó đến được Okinawa, vì lượng nhiên liệu dự trữ không đủ để cung cấp cho nó đi đến Okinawa và quay trở về. Trong khi đi ngang qua eo biển Bungo, Yamato và các tàu hộ tống bị các tàu ngầm Mỹ Threadfin và Hackleback phát hiện, cả hai đã thông báo cho Lực lượng Đặc nhiệm TF 58 về vị trí và hướng đi của Yamato.
Lúc 12 giờ 32 phút ngày 7 tháng 4 năm 1945, Yamato bị tấn công bởi một đợt đầu tiên với 280 máy bay của Lực lượng Đặc nhiệm TF 58, và bị đánh trúng hai quả bom và một quả ngư lôi. Đến 14 giờ 00, hai trong số các tàu khu trục hộ tống cho Yamato bị đánh chìm. Không lâu sau đó, một đợt tấn công thứ hai với sự tham gia của 100 máy bay nhắm vào Yamato và những chiếc tàu hộ tống còn lại. Lúc 14 giờ 23 phút, sau khi trúng phải 10 ngư lôi và 7 bom, hầm đạn phía trước của Yamato phát nổ. Đám khói bốc lên từ vụ nổ cao đến 6,4 km (4 dặm) và có thể trông thấy ở khoảng cách 160 km (100 dặm) từ đảo Kyūshū. Chiếc thiết giáp hạm lớn nhất thế giới đã bị đánh chìm ở tọa độ 30°22′B 128°04′Đ / 30,367°B 128,067°Đ; và đã có 2.498 người trong tổng số 2.700 thành viên thủy thủ đoàn trên chiếc Yamato thiệt mạng, bao gồm Phó Đô đốc Seiichi Itō, tư lệnh Đệ nhị hạm đội và hạm trưởng Yamato Kōsaku Aruga.